# Émile Fourcault
Émile Fourcault, (Sint-Joost-ten-Node, 1862 - 1919), was een Belgische ingenieur en uitvinder.
Fourcault was afkomstig uit de bourgeoisie van Charleroi. Zijn vader was hoofd van de Belgische vereniging van glazeniers. Zelf stond hij aan het hoofd van de glasfabriek van Dampremy. Hij is de uitvinder van het vensterglas. Voorheen moest de glasblazer de bol openen en vlak hersmelten.

## De spiegelglasmachine
Samen met Émile Gobbe ging hij op zoek naar een manier om glas op een industriële wijze te maken. In 1901 legden ze een eerste vraag voor een patent neer na experimenten met de machine in de glassmelterij van Tilly. Deze werd later in Dampremy verder gebruikt.
Bij bepaalde diktes en als men het glas transparant wil krijgen krult het. In 1903 vroeg hij een nieuw patent aan op een methode die de glasplaten kon temperen. Daarmee konden vlakke platen van verschillende diktes (2 tot 8 mm) worden gemaakt op 1 meter breedte in de glasfabriek van Jeumont, waar zijn schoonbroer Georges Despret aan het hoofd stond. Deze kon de nodige garanties bieden en verkreeg het benodigde kapitaal van de Internationale conventie van Glazenmakers.
Kort daarna bouwde Fourcault een oven en glastrektoestel voor Dampremy. In 1907 een tweede en een derde. Al snel kwam hij in de buurt van 8 000 000 m2 vlakglas.
In 1912 werd een nieuwe NV Verreries de Dampremy opgericht met acht van deze ovens en vlakglasmachines. Dit glas had meerdere voordelen ten opzichte van geblazen glas. Het had een perfecte gladheid, homogene stevigheid en het was aan de helft van de prijs.
Net zoals de staalindustrie werd ook de glasindustrie gedurende de Eerste Wereldoorlog stilgelegd. Maar een Oostenrijkse bestuurder van Dampremy kon de Duitse Gouverneur van bezet België, Moritz von Bissing, ervan overtuigen de nodige grondstoffen in te slaan en verder te gaan met de productie.
Fourcault aanvaardde het om verder te werken onder de bezetter. Na de oorlog werd de productie stilgelegd. Hij stierf het jaar erna, maar de Waalse glazeniers konden blijven profiteren van zijn machines om de concurrentie met de Verenigde Staten aan te kunnen.